# Clásica de San Sebastián 2019
La 39.ª edición de la clásica ciclista Clásica San Sebastián (nombre oficial: Donostiako Klasikoa) fue una carrera en España que se celebró el 3 de agosto de 2019 con inicio y final en la ciudad de San Sebastián sobre un recorrido de 227,3 kilómetros.
La carrera formó parte del UCI WorldTour 2019, siendo la vigésima octava competición del calendario de máxima categoría mundial. El vencedor fue el belga Remco Evenepoel del Deceuninck-Quick Step seguido del también belga Greg Van Avermaet del CCC y el suizo Marc Hirschi del Sunweb.

## Recorrido
La competencia recorre la provincia de Guipúzcoa en el País Vasco hasta la ciudad de San Sebastián sobre un recorrido de 227,3 kilómetros, así mismo, el número total de puertos de montaña se mantiene con 8 pasos, de los cuales Jaizquíbel y Arkale se suben por partida doble con el propósito de provocar una fuerte selección en la carrera, más adelante los ciclistas afrontaron el último puerto de Murgil Tontorra con una longitud de 1,8 kilómetros al 11,3% para luego descender y finalizar sobre la ciudad de San Sebastián.

## Equipos participantes
Tomaron parte en la carrera 22 equipos: 18 de categoría UCI WorldTeam; y 4 de categoría Profesional Continental. Formando así un pelotón de 152 ciclistas de los que acabaron 81. Los equipos participantes fueron:
| WorldTeams (18)- Deceuninck-Quick Step - AG2R La Mondiale - Astana - Bora-hansgrohe - CCC Team - EF Education First - Groupama-FDJ - Ineos - Lotto Soudal - Movistar Team - Mitchelton-Scott - Team Sunweb - Bahrain-Merida - Dimension Data - Trek-Segafredo - Team Jumbo-Visma - Katusha-Alpecin - UAE Team Emirates Equipos continentales profesionales (4)- Burgos-BH - Caja Rural-Seguros RGA - Cofidis, Solutions Crédits - Euskadi Basque Country-Murias |
| |

## Clasificaciones finales
- Las clasificaciones finalizaron de la siguiente forma:[3]

### Clasificación general
| \| Clasificación general \| Clasificación general \| Clasificación general \| Clasificación general \| Clasificación general \| \| Ciclista \| Ciclista \| Equipo \| Tiempo \| \| \| --------------------- \| --------------------- \| --------------------- \| --------------------- \| --------------------- \| \| 1.º \| Remco Evenepoel \| Deceuninck-Quick Step \| 5 h 44 min 27 s \| \| \| 2.º \| Greg Van Avermaet \| CCC Team \| + 38 s \| \| \| 3.º \| Marc Hirschi \| Team Sunweb \| + 38 s \| \| \| 4.º \| Gorka Izagirre \| Astana \| + 38 s \| \| \| 5.º \| Bauke Mollema \| Trek-Segafredo \| + 38 s \| \| \| 6.º \| Patrick Konrad \| Bora-Hansgrohe \| + 38 s \| \| \| 7.º \| Jelle Vanendert \| Lotto-Soudal \| + 38 s \| \| \| 8.º \| Enric Mas \| Deceuninck-Quick Step \| + 38 s \| \| \| 9.º \| Michael Woods \| EF Education First \| + 38 s \| \| \| 10.º \| Alejandro Valverde \| Movistar Team \| + 38 s \| \| |                    |                       |                 |
| |                    |                       |                 |
| Fuente: ProCyclingStats |                    |                       |                 |
| Clasificación general |                    |                       |                 |
| Ciclista | Ciclista           | Equipo                | Tiempo          |
| 1.º | Remco Evenepoel    | Deceuninck-Quick Step | 5 h 44 min 27 s |
| 2.º | Greg Van Avermaet  | CCC Team              | + 38 s          |
| 3.º | Marc Hirschi       | Team Sunweb           | + 38 s          |
| 4.º | Gorka Izagirre     | Astana                | + 38 s          |
| 5.º | Bauke Mollema      | Trek-Segafredo        | + 38 s          |
| 6.º | Patrick Konrad     | Bora-Hansgrohe        | + 38 s          |
| 7.º | Jelle Vanendert    | Lotto-Soudal          | + 38 s          |
| 8.º | Enric Mas          | Deceuninck-Quick Step | + 38 s          |
| 9.º | Michael Woods      | EF Education First    | + 38 s          |
| 10.º | Alejandro Valverde | Movistar Team         | + 38 s          |

## UCI World Ranking
La Clásica San Sebastián otorgó puntos para el UCI World Ranking para corredores de los equipos en las categorías UCI WorldTeam, Profesional Continental y Equipos Continentales. Las siguientes tablas son el baremo de puntuación y los 10 corredores que obtuvieron más puntos:
| Posición   | 1.º | 2.º | 3.º | 4.º | 5.º | 6.º | 7.º | 8.º | 9.º | 10.º | 11.º | 12.º | 13.º | 14.º | 15.º | 16.º-20.º | 21.º-30.º | 31.º-50.º | 51.º-55.º | 56.º-60.º |
| Puntuación | 400 | 320 | 260 | 220 | 180 | 140 | 120 | 100 | 80  | 68   | 56   | 48   | 40   | 32   | 28   | 24        | 16        | 8         | 4         | 2         |

| Clasificación |                    |                       |        |
| Ciclista      | Ciclista           | Equipo                | Puntos |
| ------------- | ------------------ | --------------------- | ------ |
| 1.º           | Remco Evenepoel    | Deceuninck-Quick Step | 400    |
| 2.º           | Greg Van Avermaet  | CCC                   | 320    |
| 3.º           | Marc Hirschi       | Sunweb                | 260    |
| 4.º           | Gorka Izagirre     | Astana                | 220    |
| 5.º           | Bauke Mollema      | Trek-Segafredo        | 180    |
| 6.º           | Patrick Konrad     | Bora-Hansgrohe        | 140    |
| 7.º           | Jelle Vanendert    | Lotto Soudal          | 120    |
| 8.º           | Enric Mas          | Deceuninck-Quick Step | 100    |
| 9.º           | Michael Woods      | EF Education First    | 80     |
| 10.º          | Alejandro Valverde | Movistar              | 68     |